# Enrica Marasca
Enrica Marasca (ur. 10 marca 1983 r. w Priverno) – włoska wioślarka.

## Osiągnięcia
- Mistrzostwa Świata Juniorów – Zagrzeb 2000 – dwójka podwójna – 7. miejsce[1].
- Mistrzostwa Świata Juniorów – Duisburg 2001 – czwórka bez sternika – 7. miejsce[1].
- Mistrzostwa Świata – Sewilla 2002 – dwójka podwójna wagi lekkiej – 16. miejsce[1].
- Mistrzostwa Świata – Mediolan 2003 – czwórka podwójna wagi lekkiej – 9. miejsce[1].
- Mistrzostwa Świata – Monachium 2007 – czwórka podwójna wagi lekkiej – 7. miejsce[1].
- Mistrzostwa Europy – Montemor-o-Velho 2010 – czwórka podwójna wagi lekkiej – 1. miejsce[1].